# María Grever
María Grever (tiếng Việt: "ma-ria grê-vơ", tiếng Anh: "mɑríə ˈgrɛvər") là nhà soạn  nhạc nữ đầu tiên của Mêxico được sự hoan nghênh nồng nhiệt trên quốc tế, bắt đầu nổi tiếng trên thế giới nhờ bài hát "Cuando vuelva a tu lado" (tiếng Việt: "Khi em quay lại với anh", tiếng Anh: "What A Difference A Day Makes"). Bà là một trong những nữ nhạc sĩ lớn nhất của Mexico và là phụ nữ đầu tiên thành danh nhờ bolero với những ca khúc bất hủ. Ngày 11 tháng Hai là kỷ niệm ngày bà thu âm một trong những "bản hit lớn nhất" của bà là "Ti-Pi-Tin"
Bà đã được ghi âm hàng trăm bài hát của mình, trong đó có nhiều bài được các ngôi sao nổi tiếng như Aretha Franklin và Frank Sinatra biểu diễn và thường xuyên được phát trên sóng phát thanh. Maria Grever cũng nổi tiếng do sáng tác nhạc nền cho các hãng phim như Paramount Pictures, 20th Century Fox cũng như các chương trình Broadway.

## Thơ ấu
Maria Grever có tên đẩy đủ là María Joaquina de la Portilla Torres, sinh ngày 14 tháng 9 năm 1885, ở Guanajuato - một bang của Mêxico. Cha là Francisco de la Portilla, người Tây Ban Nha; còn mẹ là Julia Torres, người Mexico.
Từ bốn tuổi Maria đã biểu hiện năng khiếu âm nhạc xuất sắc, chẳng hạn có thể xác định được cao độ chính xác của bất kì một thanh âm nhạc cụ nào phát ra, mà không cần bất cứ nhạc cụ hoặc thanh mẫu nào để làm mốc. Trong sáu năm đầu tiên của cuộc đời, cô sống ở Thành phố Mexico, chuyển đến thành phố quê hương của cha cô, Sevilla, vào năm 1888. Cô học âm nhạc ở Pháp, với Claude Debussy và Franz Lenhard trong số các giáo viên của cô. Năm 1900, cô trở lại Mexico và tiếp tục học nhạc tại trường dạy đàn của dì cô. Năm 1907, de la Portilla khi đó 22 tuổi, kết hôn với Leo A. Grever, một giám đốc điều hành công ty dầu mỏ người Mỹ, vào năm 1916, trở thành công dân Hoa Kỳ và chuyển đến Thành phố New York, nơi cô sống cho đến cuối đời.

## Sự nghiệp
Grever đã viết hơn 800 bài hát - phần lớn trong số đó là bolero - và sự nổi tiếng của cô đã đến được với khán giả ở Châu Mỹ Latinh, Châu Âu và Hoa Kỳ. Cô được cho là sở hữu cao độ hoàn hảo và viết hầu hết các bài hát của mình bằng một phím. Bản nhạc đầu tiên của cô, Christmas carol, được sáng tác khi cô bốn tuổi. Cô viết bài hát đầu tiên của mình khi cô 18 tuổi, "A Una Ola" (To a Wave), và nó đã bán được ba triệu bản.

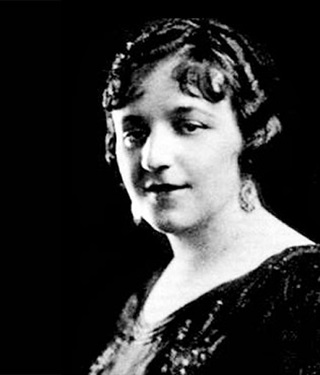
Ảnh chụp María Grever

Năm 1920, bà bắt đầu làm nhà soạn nhạc cho các hãng phim Paramount Pictures và 20th Century Fox. Gia nhập ASCAP vào năm 1935, các cộng tác viên âm nhạc chính của cô bao gồm Stanley Adams và Irving Caesar.
Grever từng nói: "Tôi phải rời khỏi đất nước của mình, và bây giờ ở New York, tôi quan tâm đến nhạc Jazz và Nhịp điệu hiện đại, nhưng trên hết là Âm nhạc Mexico, thứ mà tôi mong muốn được giới thiệu với người dân Mỹ. Tôi sợ họ không biết nhiều về nó. Đó là âm nhạc có giá trị lan tỏa; có một sự phong phú về văn hóa như vậy trong Âm nhạc Mexico (nguồn gốc Tây Ban Nha và bản địa của nó và cách chúng kết hợp) nơi giai điệu và nhịp điệu hòa quyện. Tôi mong muốn và khao khát được trình bày những nhịp điệu và giai điệu bản địa (của Mexico) từ góc độ thực tế, nhưng với sự linh hoạt cần thiết để thu hút khán giả toàn cầu. "
Bản hit quốc tế đầu tiên của Grever là "Júrame" (Promise, Love), một habanera - bolero được diễn giải một cách điêu luyện bằng giọng nam cao José Mojica. Các bản hit khác tiếp tục theo sau, chẳng hạn như "Volveré" (Tôi sẽ trở lại); "Te quiero dijiste" (Magic Is the Moonlight), được viết cho bộ phim Esther Williams năm 1944  Bathing Beauty , cũng như "Cuando vuelva a tu lado" (When I Return To Your Bên như ghi lại bởi Nestor Mesta Chayres)  và "Por si no te vuelvo a ver" (Nếu tôi gặp lại bạn thì sao). Các bài hát khác của cô bao gồm "Tipitipitin" (được ghi là "Ti-Pi- Tin của Andrews Sisters), "Para Que Recordar", "Ya No Me Quieres", "Tu, Tu y Tu" (theo ghi âm của giọng nam cao Mexico Juan Arvizu năm 1928), "Que Dirias de Mi", "Eso Es Mentíra", "Mi Secreto", "Dame Tu Amor", "Una R osa, Un Beso "," Despedida "," Asi ",  Chamaca Mía,    Todo Mi Ser,   và "Alma Mia".

## Cái chết và sự tưởng nhớ
Grever mất  ngày 15 tháng 12 năm 1951, tại New York sau một trận ốm kéo dài. Theo yêu cầu của riêng bà, di hài bà đã được vận chuyển đến Thành phố Mexico. Năm 1953, nữ ca sĩ kiêm diễn viên người Argentina và ngôi sao Mỹ Latinh Libertad Lamarque đóng vai Grever trong  Cuando me vaya  (Khi tôi rời đi), một bộ phim tiểu sử của đạo diễn Tito Davison. Ba năm sau, Lamarque phát hành -sản phẩm tôn vinh các bài hát nổi tiếng nhất của Grever có tựa đề  Libertad Lamarque canta canciones de Maria Grever .
Ngày 11 tháng 2 năm 2021, giao diện trang chủ Google Doodle ở nhiều nơi trên thế giới trong đó có Việt Nam xuất hiện hình ảnh Doodle về ca sĩ và nhạc sĩ người Mỹ gốc Mexico María Grever, đây là sự tôn vinh của Google đối với danh ca người Mexico.
Việc Goodle vinh danh María Grever vào 11/2, xuất phát từ việc đây là bà đã thu âm "Ti-Pi-Tin", một điệu valse về tình yêu đối với con người, và tác phẩm này đã trở thành một trong những bản hit lớn nhất của bà. Bản Ti-Pi-Tin được bà thu âm vào ngày 11 tháng 2 năm 1938.